# Nothofagus
Nothofagus (schijnbeuk) is een plantengeslacht dat behoort tot de orde Fagales. Het is het enige geslacht uit de familie Nothofagaceae.
Het geslacht telt 35 soorten bomen en struiken. De soorten uit het geslacht komen voor in Zuid-Amerika en Australazië. Er zijn tevens fossielen gevonden van het geslacht op Antarctica, waar het geslacht tijdens het Campaan voor het eerst verschijnt. De verspreiding komt overeen met onderdelen van het supercontinent Gondwana; of deze verspreiding daadwerkelijk het gevolg is van het opbreken van Gondwana of van latere langeafstandsuitbreiding over de oceanen, is niet zeker vanwege onzekerheid in moleculaire data.

## Taxonomie
Het geslacht telt de volgende ondergeslachten en soorten:
Ondergeslacht. Brassospora
- Nothofagus aequilateralis (Nieuw-Caledonië)
- Nothofagus balansae (Nieuw-Caledonië)
- Nothofagus baumanniae (Nieuw-Caledonië)
- Nothofagus brassii (Nieuw-Guinea)
- Nothofagus carrii (Nieuw-Guinea)
- Nothofagus codonandra (Nieuw-Caledonië)
- Nothofagus crenata (Nieuw-Guinea)
- Nothofagus discoidea (Nieuw-Caledonië)
- Nothofagus flaviramea (Nieuw-Guinea)
- Nothofagus grandis (Nieuw-Guinea)
- Nothofagus nuda (Nieuw-Guinea)
- Nothofagus perryi (Nieuw-Guinea)
- Nothofagus pseudoresinosa (Nieuw-Guinea)
- Nothofagus pullei (Nieuw-Guinea)
- Nothofagus resinosa (Nieuw-Guinea)
- Nothofagus rubra (Nieuw-Guinea)
- Nothofagus starkenborghii (Nieuw-Guinea)
- Nothofagus stylosa (Nieuw-Guinea)
- Nothofagus womersleyi (Nieuw-Guinea)

Ondergeslacht Fuscospora
- Nothofagus alessandri (Centraal Chili)
- Nothofagus cliffortioides (Nieuw-Zeeland)
- Nothofagus fusca (Nieuw-Zeeland)
- Nothofagus gunnii (Australië: Tasmanië)
- Nothofagus solandri (Nieuw-Zeeland)
- Nothofagus truncata (Nieuw-Zeeland)

Ondergeslacht Lophozonia
- Nothofagus alpina (=N. procera) (Centraal-Chili/Argentinië)
- Nothofagus cunninghamii (Australië: Victoria, Tasmanië)
- Nothofagus glauca (Centraal-Chili)
- Nothofagus macrocarpa (Centraal-Chili, prov. Argentinië)
- Nothofagus menziesii (Nieuw-Zeeland)
- Nothofagus moorei (Australië: New South Wales, Queensland)
- Nothofagus obliqua (Chili/Argentinië)

Ondergeslacht Nothofagus
- Nothofagus antarctica (Zuid-Argentinië en Chili)
- Nothofagus betuloides (Zuid-Argentinië en Chili)
- Nothofagus dombeyi (Centraal-Chili en het Andesgebergte in Patagonië - Argentinië)
- Nothofagus nitida (Zuid-Chili en mogelijk Argentinië)
- Nothofagus pumilio (Argentinië/Chili)